# Jonggvang állomás
Jonggvang állomás (hangul: 영광역, Jonggvang-jok, handzsa: 榮光驛, RR: Yŏnggwang-yŏk, ’Dicsfény’) metróállomás Észak-Koreában, Phenjan Csung-kujok (Chung-kuyŏk) városrészén, a phenjani metró vonalán. 1987. április 4-én adták át. Közelében található a Phenjan állomás és a Jokcson (Yŏkchŏn) Áruház.
| Cshollima vonal                                | Cshollima vonal | Cshollima vonal                      |
| ---------------------------------------------- | --------------- | ------------------------------------ |
| Ponghva (Ponghwa) Pulgunbjol (Pulgŭnbyŏl) felé | metróvonal      | Puhung (Puhŭng) Puhung (Puhŭng) felé |